# Isola di Beechey
L'isola di Beechey (in inglese Beechey Island) è un'isola dell'Arcipelago artico canadese, facente parte del territorio di Nunavut e ubicata nel Canale di Wellington.

## Storia
L'isola fu scoperta nel 1819 dal capitano William Edward Parry, mentre il suo nome non deriva, contrariamente a quanto si possa pensare, dall'allora luogotenente di Parry,  il geografo Frederick William Beechey, bensì dal padre di questi, il ritrattista Sir William Beechey.
È stata il teatro di numerosi avvenimenti nella storia delle esplorazioni dell'Artide. Nell'inverno del 1845-'46 vide l'accampamento di fortuna dell'esploratore inglese John Franklin, che, al comando delle navi Erebus  e Terror, stava tentando di raggiungere il Passaggio a nord-ovest. Tale evento non fu noto fintanto che, nel 1851, una delle spedizioni organizzate alla ricerca delle navi britanniche, di cui si erano perse le tracce, non vi approdò, rinvenendovi dei corpi dell'equipaggio disperso.  Nel 1903 l'esploratore norvegese Roald Amundsen vi sostò, durante la sua celebre traversata, proprio per tributare l'onore della memoria a Franklin.
Nel 1979 è stata dichiarata luogo di particolare interesse storico dal governo dei Territori del Nord-Ovest, mentre dal 1999 è entrata a far parte del nuovo territorio canadese di Nunavut.

## Cultura

### Letteratura
L'isola di Beechey è anche ricordata nel romanzo Le avventure del capitano Hatteras di Jules Verne.